# روستانشینی در شهرستان شهرکرد
شهرستان شهرکرد یکی از شهرستان های استان چهارمحال و بختیاری است. این مقاله به تاریخچه روستانشینی در شهرستان شهرکرد می‌پردازد و شامل فهرستی از روستاهای این شهرستان است.

## تاریخچه روستانشینی
شهرستان شهرکرد در واقع همان منطقه تاریخی لارِ چهارمحالِ اصفهان است. لار یکی از چهار منطقه در چهارمحال است. این منطقه به‌واسطه منابع آب، ارتفاعات و دشت‌های حاصلخیز بزرگ در جوار غربی اصفهان، پتانسیل بالای استقرار روستانشینی را داشته‌است. شهرستان شهرکرد در مقایسه با شهرستان بروجن، خصوصیات مشترکی دارند اما روستاهای شهرستان شهرکرد به نسبت در ارتفاعات بیشتر و با وسعت و جمعیت بزرگتری همراه هستند.
شهرکرد مرکز شهرستان شهرکرد، روزگاری تا دوره قاجاریه به عنوان دهکرد شناخته می‌شد ولی هم‌اکنون بزرگترین شهر در استان چهارمحال و بختیاری است.
روند روستانشینی در شهرستان شهرکرد تا پیش از سال ۱۳۳۵، با مناطق بزرگی همچون هفشجان، قهفرخ و بِن شناخته می‌شد که در اولین سرشماری عمومی نفوس و مسکن ایران، این مناطق با جمعیت بالای ۵ هزار نفر به عنوان نقاط شهری محسوب شده‌اند. هم کنون نیز مناطق دیگری همچون شهرکیان، سورشجان، طاقانک، نافچ و سودجان دارای شهرداری شده‌اند. تعداد روستاهای این شهرستان به بیش از ۲۵ روستا می‌رسد.

## بخشمرکزی
- ارجنک
- چالشتر
- اشکفتک
- هرچگان
- قطب صنعتی
- کاکلک
- مهدیه
- پیربلوط
- شمس‌آباد
- بهرام آباد
- نوآباد
- سیرک
- کارخانه قند

## بخشلاران
- اقبلاغ
- اسدآباد
- فتح‌آباد
- هارونی
- کتک
- خوی
- محمدآباد
- مصطفی آباد
- وانان
- مرغملک
- اوچ بغاز
- دولت آباد خاکی
- کریم آباد خاکی
- خلیل آباد خاکی